# Pintura del Barroco

Rembrandt van Rijn, La ronda de noche o La compañía del Capitán Frans Banning Cocq, 1642, óleo sobre lienzo, 363 × 437 cm., Rijksmuseum, Ámsterdam. La pintura es un ejemplo clásico del arte barroco.

La pintura barroca es la pintura relacionada con el movimiento cultural barroco. El movimiento a menudo se le identifica con el absolutismo, la Contrarreforma y el renacimiento católico, pero la existencia de importante arte y arquitectura barroca en países no absolutistas y protestantes por toda Europa Occidental evidencian su amplia popularidad. La pintura adquirió un papel prioritario dentro de las manifestaciones artísticas, y llegó a ser la expresión más característica del peso de la religión en los países católicos y del gusto burgués en los países protestantes.
La mejor y más importante pintura durante el período que comienza en el año 1600 y continúa a lo largo de todo el siglo XVII, y a principios del siglo XVIII se identifica hoy como pintura barroca. El arte barroco se caracteriza por el realismo superficial, los colores ricos e intensos, y fuertes luces y sombras. En oposición al arte renacentista, que normalmente mostraba el momento anterior a ocurrir cualquier acontecimiento, los artistas barrocos elegían el punto más dramático, el momento en que la acción estaba ocurriendo: Miguel Ángel, que trabajó durante el Alto Renacimiento, muestra a su David compuesto y quieto antes de luchar contra Goliat; el David barroco de Bernini es captado en el acto de lanzar la piedra contra el gigante. El arte barroco pretendía evocar la emoción y la pasión en lugar de la tranquila racionalidad que había sido apreciada durante el Renacimiento.
Entre los más grandes pintores del período barroco se encuentran Caravaggio, Rembrandt, Rubens, Velázquez, Poussin y Vermeer. Caravaggio es heredero de la pintura humanista del Alto Renacimiento. Su enfoque realista de la figura humana, pintada directamente del natural e iluminada dramáticamente contra un fondo oscuro, sorprendió a sus contemporáneos y abrió un nuevo capítulo en la historia de la pintura. La pintura barroca a menudo dramatiza las escenas usando los efectos lumínicos del claroscuro; esto puede verse en obras de Rembrandt, Vermeer, Le Nain y La Tour. El pintor flamenco Antón Van Dyck desarrolló un estilo de retrato cortesano, con gracia, que influyó mucho, especialmente en Inglaterra.
La prosperidad de la Holanda del siglo XVII llevó a una enorme producción artística por gran número de pintores altamente especializados, que solo pintaban el género al que se dedicaban: escenas de género, paisajes, bodegones, retratos o pintura de historia. Los estándares técnicos eran muy altos, y la Edad de Oro holandesa estableció un nuevo repertorio de temas que fueron muy influyentes hasta la llegada del Modernismo.

## Características generales

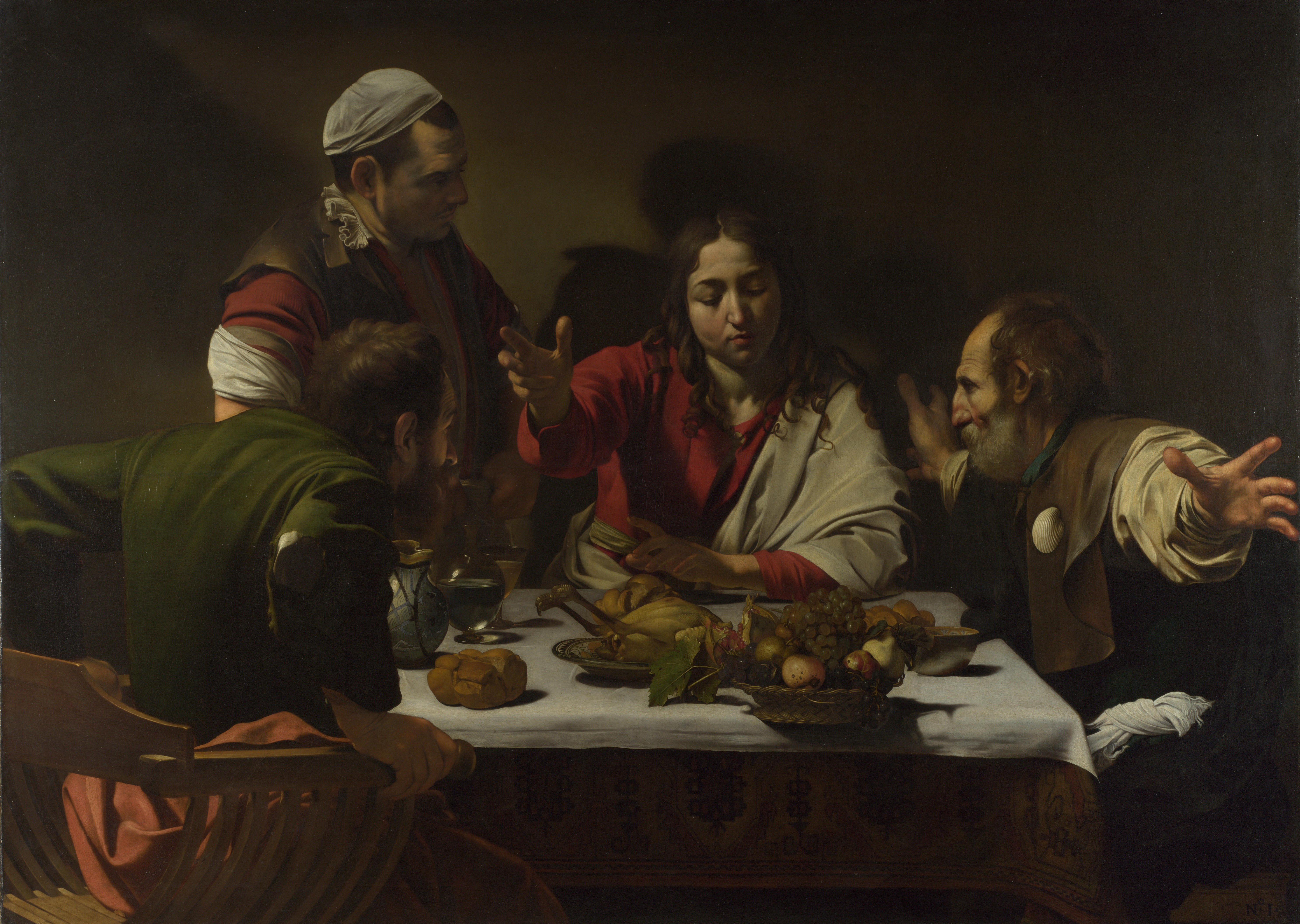
Cena en Emaús, pintado en 1601 por Caravaggio.

Se desarrollan nuevos géneros como los bodegones, paisajes, retratos, Vanitas, cuadros de género o costumbristas, así como se enriquece la iconografía de temas religiosos. Existe una tendencia y una búsqueda del realismo que se conjuga con lo teatral y lo efectista.
El color, la luz y el movimiento, son los elementos que definen la forma pictórica. El color predomina sobre la línea. Incluso, los efectos de profundidad, perspectiva y volumen se consiguen más con los contrastes de luz y de tonalidades del color que con las líneas nítidas y definidas del dibujo. La luz se convierte en un elemento fundamental en la pintura barroca. La luz dibuja o difumina los contornos, define también el ambiente, la atmósfera del cuadro, y matiza los colores. La utilización de la técnica del claroscuro llega a la perfección gracias a muchos pintores del Barroco.
Se pretende transmitir sensación de movimiento. Las composiciones se complican, se adoptan perspectivas insólitas y los volúmenes se distribuyen de manera asimétrica. Mientras que la dinámica del espacio, la visión de las escenas en profundidad, la estructuración de las composiciones mediante diagonales y la distribución de manchas de luz y de color, configuran el espacio como algo dinámico, donde contornos se diluyen y las figuras pierden relevancia frente a la unidad de la escena.
Se produce en esta época un dominio absoluto de la técnica pictórica, tanto en la pintura al óleo sobre lienzo como en la pintura al fresco. Ello permite alcanzar un gran realismo en la representación pictórica. Se logra la imitación de la realidad teorizada por los renacentistas pero sin la idealización y concepción propias del siglo anterior.
El dominio de la técnica, que logra representar con gran fidelidad la realidad, hace que se intente en ocasiones engañar al espectador por medio de trampantojos. El pintor barroco gusta de perspectivas ilusionistas, especialmente en las Bóveda, que se intentan «romper» visualmente, mediante la representación del cielo y la sugerencia del infinito, recurso pictórico que ya había utilizado Mantegna en la Habitación de los esposos del siglo XV, o Correggio en sus frescos de Parma. Estas decoraciones ilusionistas proliferaron en toda la segunda mitad del siglo y se prolongaron más allá, en el Rococó, en grandes palacios de toda Europa, reforzando el engaño no ya solo con elementos pictóricos sino reforzándolo mediante el uso de estucos y dorados.

## Pintura barroca en Italia

llamamiento de Mateo

La pintura italiana de la época trata de romper con las formas del manierismo, ya mal vistas. Los encargados fueron dos bandos bien diferenciados; por un lado el pintor Caravaggio, y por el otro lado los hermanos Carracci (Ludovico, Agostino y Annibale).
El naturalismo tenebrista, del que Caravaggio es el mejor representante, trata temas de la vida cotidiana, con imágenes tétricas usando efectos de luz. Los claroscuros procuran dar intensidad y viveza. Se rehúyen de los ideales de belleza, mostrando la realidad tal como es, sin artificios. Una buena parte de los pintores de la época cultivaron el Caravaggismo
Por otra parte, los Carracci forman el llamado clasicismo. Los temas a plasmar son inspirados de la cultura greco-latina, con seres mitológicos. Los autores del siglo XVI, como Rafael y Miguel Ángel, son fuertes influencias. El color es suave, al igual que la luz, y se pintan frescos en techos.
Ambas tendencias dejaron secuela y sirvieron para renovar los escenarios pictóricos. La presencia de Rubens, otro genio del barroco, en Génova, se ve reflejada en las obras del lugar.

## Pintura barroca en Francia
En Francia, el manierismo se ve influenciado por el barroco. La pintura es clasicista y se usa para decorar palacios, con un estilo sobrio y equilibrado. Se pintan retratos y se tratan temas mitológicos.
Su autor más destacado es Nicolas Poussin, quien estuvo claramente influenciado por las corrientes italianas, tras su visita a Roma. Buscó la inspiración en las culturas grecorromanas. Por la vertiente caravaggista fueron  destacados los artistas Georges de La Tour, Philippe de Champaigne, y los Hermanos Le Nain.
No obstante, el barroco en Francia fue algo más que una influencia, transformándose después en el rococó.

## Pintura barroca en Flandes y Países Bajos
En Flandes domina el panorama la figura de Rubens, desarrollando una pintura aristocrática y religiosa, mientras que en Países Bajos, la pintura será burguesa, dominando los temas de paisaje, retratos y vida cotidiana, con la figura de Rembrandt como su mejor exponente.

## Pintura barroca en España

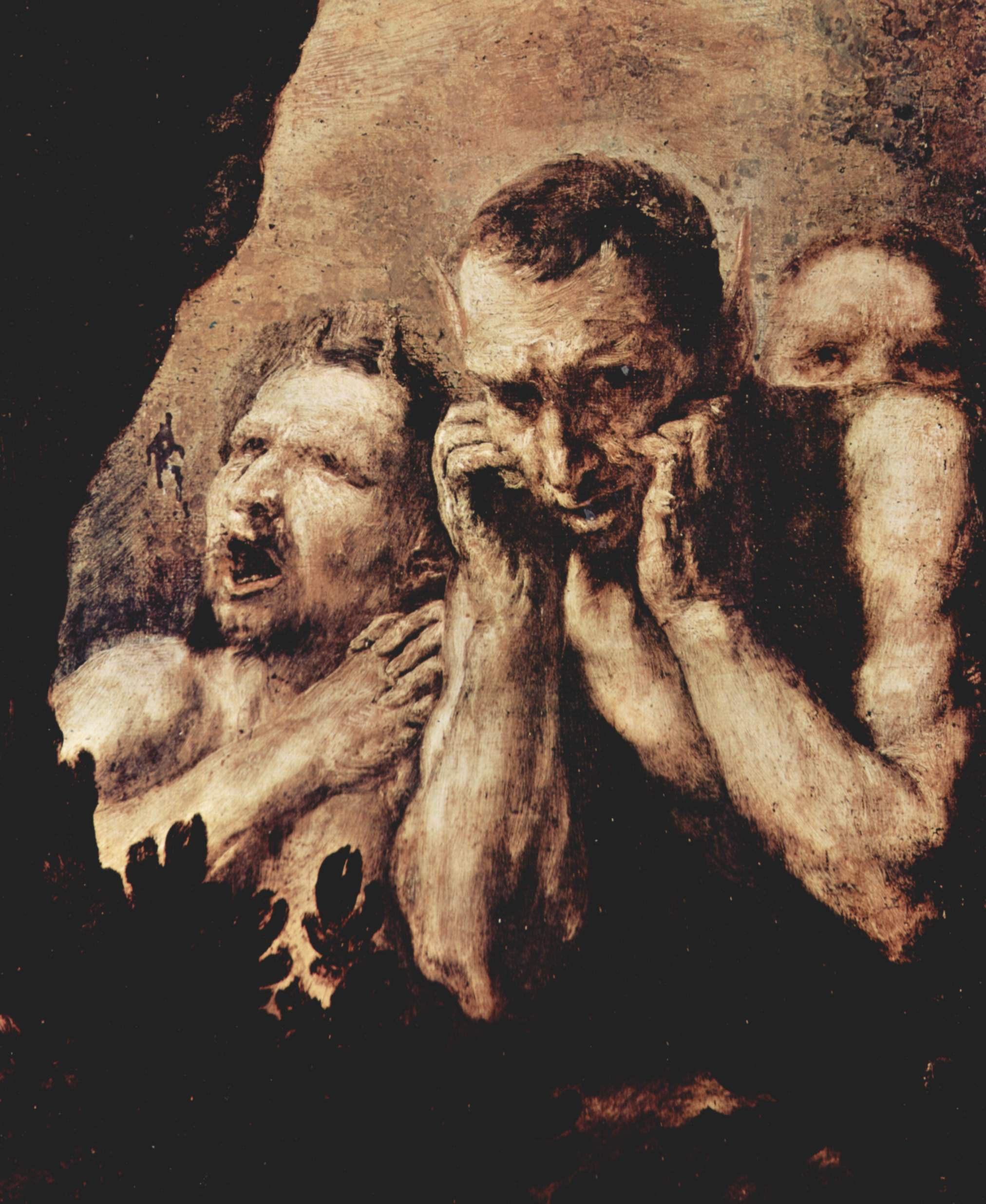
Detalle de Apolo y Marsias de José de Ribera, 1637, Museo N. di San Martino, Nápoles.

En España, el barroco supone el momento culmen de la actividad pictórica, destacando sobre un magnífico plantel de pintores, la genialidad y maestría de Diego Velázquez, Ribera, Bartolomé Esteban Murillo o Francisco de Zurbarán. El periodo fue conocido como Siglo de Oro, como muestra de la gran cantidad de importantes figuras que trabajaron, a pesar de la crisis económica que sufría el país.
Los pintores españoles usan como inspiración a artistas italianos como Caravaggio y su tenebrismo. La pintura flamenca barroca influye notablemente en España, debido al mandato que se ejerce en la zona, y a la llegada de Rubens al país como pintor de la corte.
Las principales escuelas del arte barroco serán las de Madrid, Sevilla y Valencia.
La temática en España, católica y monárquica, es claramente religiosa. La mayoría de obras fueron encargadas directamente por la iglesia. Por otra parte, muchas pinturas tratan de reyes, nobles y sus guerras, como en el famoso cuadro Las Lanzas, que pintó Velázquez en 1635 para el Palacio del Buen Retiro de Madrid. La mitología y los temas clásicos también serán una constante. Pero es la religión cristiana la que más se repite, sirva como ejemplo El martirio de San Felipe, gran obra de José de Ribera. El realismo de las obras se usará para transmitir al fiel la idea religiosa, por lo que el barroco fue un arma para la iglesia.
Los colores son vivos, con efectos de múltiples focos de luz que crean otras tantas zonas de sombras. El tenebrismo italiano se dejará sentir en todos los pintores españoles. Las figuras no suelen posar, son captadas con un movimiento exagerado para darle fuerza a la escena. Los cuadros al óleo son grandes y habitualmente complejos, con varias figuras y de gestos expresivos.